# Ignacy Zelek
Ignacy Zelek (ur. 1 stycznia 1894 w Turaszówce, zm. 12 maja 1961 w Toruniu) – polski rzeźbiarz.

## Życiorys
Uczęszczał do Szkoły Ludowej w Gorlicach. W latach 1906–1908 przebywał wraz z rodziną w Bustenarii na Nizinie Wołoskiej w Rumunii, w rejonie zagłębia naftowego. Po powrocie w rodzinne strony uczył się w latach 1908–1912 w Cesarsko–Królewskiej Szkole Przemysłu Drzewnego w Kołomyi, gdzie był słuchaczem wydziału rzeźby. Następnie studiował na Akademii Sztuk Pięknych w Krakowie w pracowni Konstantego Laszczki, gdzie od początku należał do wyróżniających się studentów.
Podczas I wojny światowej zgłosił się jako ochotnik do 2 Pułku Piechoty Legionów Polskich i służył w nim od 6 sierpnia 1914 do 15 marca 1917, awansując na plutonowego. Brał m.in. udział w walkach na froncie austriacko-rosyjskim. W 1916 przebywał w Pradze, gdzie uczęszczał jako ekstern do pracowni rzeźby monumentalnej Josefa Václava Myslbeka w tamtejszej Akademii Sztuk Pięknych. Po powrocie do Krakowa kontynuował przerwaną naukę na ASP.
W 1920 zdecydował się na wyjazd do Torunia, tu poznał zamieszkałego również od niedawna w Toruniu rzeźbiarza Wojciecha Aleksandra Durka pochodzącego z Małopolski. Wspólnie z nim założył wkrótce pracownie „Rzeźba”, mieszczącą się przy ul. Sukienniczej 2. Obaj artyści należeli do założonej przez Juliana Fałata Konfraterni Artystów. W 1930 roku Zelek założył pracownię przy ul. Reja 6.
Większość jego prac rzeźbiarskich została zniszczona w czasie II wojny światowej. Po 1945 przystąpił do toruńskiego oddziału Związku Polskich Artystów Plastyków.
Zmarł 12 maja 1961. Został pochowany na cmentarzu św. Jerzego w Toruniu.

## Ordery i odznaczenia
- Krzyż Niepodległości (16 marca 1937)[11] „za pracę w dziele odzyskania niepodległości”
- Srebrny Krzyż Zasługi (27 maja 1938)[12] „za zasługi na polu pracy społecznej”

## Ważniejsze prace
- Rzeźbiarski wystrój kościoła garnizonowego św. Katarzyny w Toruniu[13]
- Rzeźby niedźwiedzi przed gmachem Dyrekcji Lasów Państwowych w Toruniu przy ul. Mickiewicza 9[14]
- Supraporta „Spragnionych napoić” z 1930, nad wejściem do budynku Ubezpieczalni Społecznej w Toruniu (ul. Uniwersytecka 17)[15]
- Rzeźby na Pomniku poległych 63. pułku piechoty w Toruniu (obecnie plac Pokoju Toruńskiego) (projekt architektoniczny Kazimierz Ulatowski; niezachowany)[16]
- Pomnik Stanisława Moniuszki w Grudziądzu[4]
- Ołtarz Matki Boskiej w kościele św. Ducha w Toruniu[9]
- Model pomnika ku czci pomordowanych w Łasinie (niezrealizowany pomimo zatwierdzenia projektu przez Ministerstwo Kultury i Sztuki)[10]
- Pomnik Adama Mickiewicza w Starogardzie Gdańskim (1956)[9]
- Pietà na cmentarzu parafialnym w Brodnicy[17]
- Droga krzyżowa w kościele Wszystkich Świętych w Skórczu

## Pisma
- Pozłotnictwo, Orędownik Diecezji Chełmińskiej, 1958, nr 8[10]

## Upamiętnienia
- 13 sierpnia 2021 na ścianie kamienicy przy ul. Sukienniczej 2 w Toruniu odsłonięto tablicę upamiętniającą Ignacego Zelka (dawna siedziba pracowni „Rzeźba”)[7].